# Зеліґ
«Зеліґ» (англ. Zelig) — фільм режисера Вуді Аллена.

## Сюжет
На тлі Америки 20-30-х років оповідається історія незвичайного єврея Леонарда Зеліґа, який уміє пристосовуватись до оточення і уподібнюватись людям, з якими він спілкується: поряд з неграми його шкіра темнішає, з лікарями він спілкується як колега, перед республіканцями виступає з промовою, яку підтримують, не розпізнаючи його необізнаність.

## У ролях
- Вуді Аллен — Леонард Зеліґ
- Міа Ферроу — Юдора Флетчер
- Патрік Горган — оповідач
- Мері Луїза Вілсон — сестра Рут
- Сол Ломіта — Мартін Гайст
- Річард Літт — Чарльз Кослоу
- Джон Ротман — Пол Дегю
- Стефані Ферроу — Меріл Флетчер
- Джон Бакволтер — доктор Сінделл
- Пол Невенс — доктор Бірський
- Сьюзен Зонтаґ — у ролі самої себе
- Сол Беллоу — у ролі самого себе

та інші.

## Нагороди і номінації
- 1983 — нагорода Pasinetti Award за найкращий фільм на Венеційському кінофестивалі (Вуді Аллен)
- 1984 — дві номінації на премію «Оскар»: найкраща операторська робота (Гордон Вілліс) і найкращі костюми (Санто Локасто)
- 1984 — номінація на премію «Сатурн» за найкращу режисуру (Вуді Аллен)
- 1984 — 5 номінацій на премію BAFTA: найкращий оригінальний сценарій (Вуді Аллен), найкраща операторська робота (Гордон Вілліс), найкращий монтаж (Сьюзен Морс), найкращий грим (Ферн Бакнер, Джон Кальоне), найкращі візуальні ефекти (Гордон Вілліс, Джоел Хайнек, Стюарт Робертсон, Річард Грінберг)
- 1984 — дві номінації на премію «Золотий глобус»: найкращий фільм — комедія або мюзикл, найкращий актор у комедії або мюзиклі (Вуді Аллен)
- 1984 — премія «Боділ» (Данія) за найкращий неєвропейський фільм (Вуді Аллен)
- 1984 — премія «Давид ді Донателло» найкращому зарубіжному актору (Вуді Аллен)
- 1984 — номінація на премію Гільдії сценаристів США за найкращу оригінальну комедію (Вуді Аллен)

## Цікаві факти
- Фільм знято у жанрі мок'юментарі, це один з найцікавіших зразків цього напряму.
- У фільмі в ролі експертів діють такі відомі люди як Сьюзен Зонтаґ, Сол Беллоу, Ірвінг Гоу (Irving Howe[en]), Бруно Беттельгейм, Ада Сміт (Ada "Bricktop" Smith[en]), Джон Мортон Блум (John Morton Blum[en]).
- Для надання фільму реалістичності у стрічці використано кадри кінохронік з такими відомими людьми 1920-30-х років: Чарлі Чаплін, Чарльз Ліндберг, Аль Капоне, Вільям Герст, Меріон Девіс, Жозефіна Бейкер, Фанні Брайс, Адольф Гітлер, Йозеф Геббельс, Герман Герінг, Джеймс Кегні, Джиммі Вокер (Jimmy Walker[en]), Лу Геріг, Бейб Рут, Боббі Джонс та ін. Було використано автентичну музику 1920-х років та кілька пісень, написаних композитором Діком Гайманом (Dick Hyman[en]) «у старому стилі». Оператор Гордон Вілліс використовував старі об'єктиви, кінокамери, звуковий і освітлювальний супровід, а плівку навмисне зістарював.
- Паралельно з цим фільмом, Вуді Аллен працював іще над двома: Комедія сексу в літню ніч і Бродвей Денні Роуз.
- 2007 року італійські психіатри під керівництвом Джованні Кончілья виявили рідкісне порушення мозкової діяльності пацієнтів, які з психологічної точки зору поводились як головний герой фільму, і запропонували назвати це «синдромом Зеліґа».[2]
- Подібний ефект використовується у п'ятій серії четвертого сезону (75-й від початку) телесеріалу «Доктор Хаус».